# Кеворк Арабаджиян
Кеворк Артюн Арабаджиян (на арменски: Գևորգ Արաբաջյան) е радиотехник, откривател и благодетел.

## Биография
Роден е през 1929 г. в Силистра. Учи в Румънската гимназия в родния си град и в Румънския колеж в София. През 1958 г. завършва радиотехника във Висш машинно-електротехнически институт, София. След това е научен работник в Научноизследователския институт по съобщенията. В 1965 г. защитава докторска дисертация в Националната политехника в Букурещ. Ръководи отдел „Системи и мрежи за предаване на данни“ в Научноизследователския институт по съобщенията. Избран е за доцент. Участва в стандартизацията на системите и мрежите за предаване на данни в Международната организация за радио и телевизия в Женева, Швейцария. През 1977 г. се установява със семейството си във Виена. По време на Олимпийските игри в Москва през 1980 г. пуска в действие система за предаване на данни и достъп. Умира на 4 юни 1997 г.
Кеворк Арабаджиян патентова 16 разработки и открития. Автор е на над 50 научни публикации и две технически книги.
Негова съпруга е детската поетеса Емилия Захариева.
Част от завещанието му 58 300 американски долара е за арменската църква „Света Богородица“ в Силистра. Построен е и арменски дом на негово име. От 1999 г. улицата, на която е разположена църквата, е кръстена на негово име.